# 沉香屑·第一爐香
《沉香屑 第一爐香》，是張愛玲的短篇小說，也是張愛玲的文壇成名作品。它最初連載在雜誌《紫羅蘭》，後收入雜誌社在1944年出版的小說集《傳奇》。
2021年，小說被许鞍华改編成電影《第一爐香》。